# Lorenzo Pellegrini
Lorenzo Pellegrini (19. červen 1996 Řím, Itálie) je italský fotbalový záložník, který hraje za italský Řím a za italskou reprezentaci.

## Přestupy
- z Řím do Sassuolo za 1 250 000 Euro
- z Sassuolo do Řím za 10 000 000 Euro

## Kariéra

### Klubová

#### Řím
Pellegrini, jenž prodělal arytmii ještě jako dítě, se ve věku devíti let dostal do akademie místního klubu AS Řím. Svého debutu v A-týmu se dočkal 22. března 2015 ve věku osmnácti let, když ve druhém poločase ligového utkání proti Ceseně vystřídal Saliha Uçana.

#### Sassuolo
Dne 30. června 2015 přestoupil Pellegrini do prvoligového Sassuola za částku okolo 1,25 milionu euro. Součástí přestupu byla i klausule, která zaručila AS Řím možnost Pellegriniho odkoupit v následujících letech. V dresu Sassuola debutoval 8. listopadu 2015, a to při výhře 1:0 nad Carpi. Svůj první gól v profesionální kariéře vstřelil hned ve svém druhém soutěžním utkání za Sassuolo, a to při výhře 3:1 nad Sampdorií. Ve své první sezóně v klubu odehrál 20 utkání, ve kterých vstřelil tři branky.
Dne 29. září 2016 debutoval Pellegrini v evropských pohárech, a to při prohře 1:3 s belgickým Genkem v zápase základní skupiny Evropské ligy. 3. listopadu vstřelil svoji první branku v pohárové Evropě, když na konci prvního poločasu utkání rakouským Rapidem Vídeň zvýšil vedení Sassuola na 2:0; v závěru zápasu dokázal Rapid dvěma góly zápas srovnat na konečných 2:2. V sezóně 2016/17 se Pellegrini stal nejmladším hráčem, který se přímo podílel na 10 gólech v jedné sezóně Serie A, když vstřelil šest branek a na dalších šest přihrál.

#### Návrat do Říma
Dne 30. června 2017 využil AS Řím klausuli o zpětném odkupu Pellegriniho ve výši 10 milionů euro. Italský záložník podepsal se svým mateřským klubem pětiletou smlouvu. Svůj první zápas v dresu AS Řím po svém návratu odehrál 20. srpna, když nastoupil na posledních 6 minut ligového utkání proti Atalantě. 12. září debutoval Pellegrini v Lize mistrů, a to při bezbrankové remíze proti Atléticu Madrid. Svůj první gól v dresu AS Řím vstřelil 1. prosince v ligovém zápase proti S.P.A.L., když svou brankou pomohl klubu k výhře 3:1. S klubem se mu podařilo postoupit ze základní skupiny Ligy mistrů do vyřazovací fáze soutěže. V osmifinále si nejprve AS Řím poradil s ukrajinským Šachtarem Doněck a ve čtvrtfinále překvapivě postoupil přes španělskou Barcelonu. V semifinále narazili na anglický Liverpool, který, po výsledcích 2:5 a 4:2, postoupil do finále soutěže. V průběhu sezóny 2017/18 se Pellegrini stal pravidelným členem základní sestavy AS Řím, když nastoupil do 37 utkání, ve kterých se třikrát střelecky prosadil.
Dne 6. prosince 2019, v zápase Serie A proti Interu Milán, navlékl poprvé ve své kariéře na svou paži kapitánskou pásku a dovedl svůj tým k bodu za remízu 0:0. V základní sestavě totiž chyběli Edin Džeko a Alessandro Florenzi, kteří si byli kapitány v průběhu celé sezóny. Oficiálním kapitánem klubu se Pellegrini stal v lednu 2021.
V září 2021 podepsal Pellegrini prodloužil smlouvu do roku 2026, odstraněna přitom byla výstupní klauzule ve výši 30 milionů eur. 19. září se střelecky prosadil patičkou do sítě Hellasu Verona, nicméně prohře 2:3 zabránit nedokázal. Pellegrini ale za tuto branku získal cenu za gól měsíce v italské Serii A. Pellegrini se 21. října po ostudné porážce s Bodö/Glimt 1:6 v Konferenční lize byl omlouvat fanouškům. Chtěl jim věnovat svůj dres, ale naštvaní ultras jej nepřijali. V lednu 2022 získal další ocenění za gól měsíce, tentokrát jej dostal za gól do sítě Juventusu. Třetí ocenění za gól měsíce v sezóně Serie A získal v březnu za proměněný přímý kop v zápase proti Laziu Řím.

### Reprezentační
Pellegrini si odbyl svůj reprezentační debut 31. května 2017 v neoficiálním přátelském zápase při výhře 8:0 nad San Marinem. Na svůj oficiální debut si musel počkat až do 11. června, když nastoupil do kvalifikačního utkání proti Lichtenštejnsku.
V červnu 2017 byl nominován na závěrečný turnaj Mistrovství Evropy do 21 let manažerem Luigim Di Biagiem. 18. června vstřelil první gól Itálie na turnaji, když nůžkami otevřel skóre utkání proti Dánsku. V semifinále proti Španělsku asistoval na branku Federica Bernardeschiho, nicméně Itálie Španělsku podlehla 1:3.
Dva roky po svém debutu v seniorské reprezentaci, byl nominován na závěrečný turnaj Mistrovství Evropy do 21 let 2019 na domácí půdě, nicméně se Italům nepodařilo postoupit ze základní skupiny.
Pellegrini vstřelil svůj první reprezentační gól za seniorskou reprezentaci 5. září 2019 při výhře 3:1 nad Arménií v zápase kvalifikace na EURO 2020.
V červnu 2021 byl nominován na závěrečný turnaj Euro 2020 manažerem Robertem Mancinim. Zranění jej však později vyřadilo z finálové nominace a na jeho místo byl povolán Gaetano Castrovilli. 6. října Pellegrini skóroval při prohře 2:1 proti Španělsku v semifinále Liga národů UEFA 2020/21.

## Statistika

### Klubová
| Sezóna             | Klub               | Liga               | Liga   | Liga | Domácí poháry | Domácí poháry | Domácí poháry | Kontinentální poháry | Kontinentální poháry | Kontinentální poháry | Celkem | Celkem |
| Sezóna             | Klub               | Soutěž             | Zápasy | Góly | Soutěž        | Zápasy        | Góly          | Soutěž               | Zápasy               | Góly                 | Zápasy | Góly   |
| ------------------ | ------------------ | ------------------ | ------ | ---- | ------------- | ------------- | ------------- | -------------------- | -------------------- | -------------------- | ------ | ------ |
| 2014/15            | Řím                | Serie A            | 1      | 0    | IP            | 0             | 0             | LM+EL                | 0+0                  | 0                    | 1      | 0      |
| 2015/16            | Sassuolo           | Serie A            | 19     | 3    | IP            | 1             | 0             | -                    | 0                    | 0                    | 20     | 3      |
| 2016/17            | Sassuolo           | Serie A            | 28     | 6    | IP            | 1             | 1             | EL                   | 5                    | 1                    | 34     | 8      |
| Celkem za Sassuolo | Celkem za Sassuolo | Celkem za Sassuolo | 47     | 9    | -             | 2             | 1             | -                    | 5                    | 1                    | 54     | 11     |
| 2017/18            | Řím                | Serie A            | 28     | 3    | IP            | 1             | 0             | LM                   | 8                    | 0                    | 37     | 3      |
| 2018/19            | Řím                | Serie A            | 25     | 2    | IP            | 2             | 0             | LM                   | 6                    | 1                    | 33     | 3      |
| 2019/20            | Řím                | Serie A            | 27     | 1    | IP            | 2             | 2             | EL                   | 5                    | 0                    | 34     | 3      |
| 2020/21            | Řím                | Serie A            | 34     | 7    | IP            | 1             | 1             | EL                   | 12                   | 3                    | 47     | 11     |
| 2021/22            | Řím                | Serie A            | 28     | 9    | IP            | 1             | 0             | EKL                  | 12                   | 5                    | 41     | 14     |
| 2022/23            | Řím                | Serie A            | 32     | 4    | IP            | 2             | 0             | EL                   | 14                   | 4                    | 48     | 8      |
| 2023/24            | Řím                | Serie A            | 29     | 8    | IP            | 2             | 0             | EL                   | 10                   | 2                    | 41     | 10     |
| 2024/25            | Řím                | Serie A            | ?      | ?    | IP            | ?             | ?             | EL                   | ?                    | ?                    | ?      | ?      |
| Celkem za Řím      | Celkem za Řím      | Celkem za Řím      | 204    | 34   | -             | 11            | 3             | -                    | 67                   | 15                   | 282    | 52     |
| Celkově            | Celkově            | Celkově            | 251    | 43   | -             | 13            | 4             | -                    | 72                   | 16                   | 336    | 63     |

### Reprezentační

#### Statistika na velkých turnajích
| Reprezentace | Rok     | Zápasy             | Zápasy | Zápasy     | Zápasy           | Zápasy           | Zápasy   |
| Reprezentace | Rok     | Fáze turnaje       | Datum  | Soupeř     | Odehraných minut | Vstřelené branky | Výsledek |
| ------------ | ------- | ------------------ | ------ | ---------- | ---------------- | ---------------- | -------- |
| Itálie       | ME 2024 | 1 zápas ve skupině | 15. 6. | Albánie    | 77               | 0                | 2:1      |
| Itálie       | ME 2024 | 2 zápas ve skupině | 20. 6. | Španělsko  | 85               | 0                | 0:1      |
| Itálie       | ME 2024 | 3 zápas ve skupině | 24. 6. | Chorvatsko | 45               | 0                | 1:1      |
| Itálie       | ME 2024 | Osmifinále         | 29. 6. | Švýcarsko  | 15               | 0                | 0:2      |

#### Reprezentační branky
| Gól | Datum        | Stadion                                         | Soupeř     | Skóre | Výsledek | Soutěž                                  |
| --- | ------------ | ----------------------------------------------- | ---------- | ----- | -------- | --------------------------------------- |
| 010 | 5. 9. 2019   | Stadion republiky, Jerevan, Arménie             | Anglie     | 2:1   | 3:1      | Kvalifikace na ME 2020                  |
| 020 | 14. 10. 2020 | Stadio Atleti Azzurri d'Italia, Bergamo, Itálie | Nizozemsko | 1:0   | 1:1      | Liga národů UEFA 2020/2021              |
| 030 | 6. 10. 2021  | San Siro, Milán, Itálie                         | Španělsko  | 1:2   | 1:2      | Liga národů UEFA 2020/2021 - semifinále |
| 040 | 4. 6. 2022   | Stadio Renato Dall'Ara, Boloňa, Itálie          | Německo    | 1:0   | 1:1      | Liga národů UEFA 2022/2023              |
| 050 | 7. 6. 2022   | Orogel Stadium-Dino Manuzzi, Cesena, Itálie     | Maďarsko   | 2:0   | 2:1      | Liga národů UEFA 2022/2023              |
| 06  | 24. 3. 2024  | Red Bull Arena, Harrison, USA                   | Ekvádor    | 0:1   | 0:2      | Přátelské utkání                        |

## Úspěchy

### Klubové
- vítěz Evropské konferenční ligy UEFA (1x)

Řím: 2021/22

### Reprezentační
- 1× na ME (2024)
- 2× na LN (2020/21 – bronz, 2022/23 – bronz)
- 2× na ME 21 (2017, 2019)

### Individuální
- Jedenáctka sezóny Evropské ligy UEFA (2020/21, 2022/23)
- Jedenáctka sezóny Evropské konferenční ligy UEFA (2021/22)
- Nejlepší hráč Evropské konferenční ligy UEFA (2021/22)